# American Horseshoes
American Horseshoes (アメリカンホースシュー?, Amerikan Hōsushū) è un videogioco sportivo esclusivo per arcade, sviluppato e pubblicato dalla Taito nel 1990. Si basa sul gioco da prato del ferro di cavallo (Horseshoes), popolare nei paesi anglosassoni.

## Modalità di gioco
American Horseshoes segue fedelmente le regole del sopracitato gioco da prato, ove nel quale bisogna lanciare da una certa distanza un ferro di cavallo attorno o vicino a un paletto conficcato nel terreno. La sfida può essere contro il computer o contro un altro giocatore (il titolo supporta fino a quattro utenti). Una partita dura al massimo nove inning e, per ogni inning, gli sfidanti compiono a turno due lanci. Vengono guadagnati punti in base a come atterrano il ferro: un punto se vicino all'area del paletto, due punti (un leaner) se poggia contro il paletto e tre punti (un ringer) se entra nel paletto.
L'utente ruotando la trackball posiziona il proprio tiratore scelto in un punto della zona di lancio e cerca di determinare la distanza di ogni lanciata. Può usufruire anche di due pulsanti: il sinistro lo utilizza per passare da un effetto di lancio all'altro (sinistra, centro, destra) mentre quello destro per cambiare l'angolo della lanciata. Ogni mossa deve essere eseguita entro un limite di tempo di 30 secondi; se scade prima che faccia la propria scelta, il ferro verrà lanciato con forza casuale in una traiettoria specifica.